# صقر الرافدين

طائرة إليوشن إي أل-76 تابعة لشركة صقر الرافدين تحمل التسجيل YI-BAC في مطار بغداد الدولي

صقر الرافدين للطيران والشحن الجوي  هي شركة متخصصة في مجال الشحن الجوي من العراق وإلى دول العالم كافة، وهي شركة مسجلة لدى سلطة الطيران المدني العراقي. تأسست عام 2011.

## الرحلات
أول رحلة لها كانت عام 2014 مسيرة من قبل سلطة الطيران والسلامة الجوية العراقية إلى مطار النجف الدولي  .

## الأسطول
| نوع الطائرة     | العدد | الطلبيات |
| --------------- | ----- | -------- |
| إليوشن إي أل-76 | 2     | 0        |

## وصلات خارجية
- صقر الرافدين للطيران والشحن الجوي